# Into My Life
| Recensione | Giudizio |
| ---------- | -------- |
| AllMusic   |          |

Into My Life è un album in studio a nome Chet Baker and the Carmel Strings, pubblicato dall'etichetta discografica World Pacific Records nel gennaio del 1967 .

## Tracce

### LP
Lato A
1. A Man and a Woman (Un homme et une femme) – 2:10 (testo: Pierre Barouh – musica: Francis Lai)
2. Guantanamera – 3:05 (testo: José Martí – musica: Pete Seeger, Héctor Angulo)
3. I've Got My Love to Keep Me Warm – 3:04 (Irving Berlin)
4. The Ballad of the Sad Young Men – 4:09 (testo: Fran Landesman – musica: Tommy Wolf)
5. Here, There and Everywhere – 2:45 (John Lennon, Paul McCartney)
6. Cherry Pink and Apple Blossom White – 2:50 (testo: Jacques Larue (testo in francese), Mack David (testo in inglese) – musica: Louiguy)

Lato B
1. Serenata – 1:50 (testo: Mitchell Parish – musica: Leroy Anderson)
2. More and More Amor – 2:59 (Sol Lake)
3. All – 2:56 (testo: Raymond Jessel, Marian Grudeff – musica: Nino Oliviero)
4. If He Walked Into My Life – 4:03 (Jerry Herman)
5. Trains and Boats and Planes – 2:22 (testo: Hal David – musica: Burt Bacharach)
6. Got to Get You into My Life – 2:15 (John Lennon, Paul McCartney)

## Musicisti
- Chet Baker – flicorno
- Harry Betts – arrangiamenti, conduttore orchestra
- The Carmel Strings[4]

Note aggiuntive
- Richard Bock – produttore
- Registrato a Los Angeles, California, nell'ottobre del 1966
- Dick Bogert e Dave Hassinger – ingegneri delle registrazioni
- Woody Woodward – art direction copertina album originale
- Bernard Yeszin – design copertina album originale
- George Jerman – foto copertina album originale
- Burt Nelson (Hollywood Citizen-News) – note retrocopertina album originale [5]